# 蜈蚣草
蜈蚣草（学名：Eremochloa ciliaris）是一种禾本科植物。这种植物分布于中国云南、贵州、广东、广西、福建等省区；此外主要分布于东南亚等地。

## 延伸阅读
[在维基数据编辑]
 《植物名實圖考·蜈蚣草》，出自吳其濬《植物名實圖考》